# Zitenga
Zitenga ist sowohl eine Gemeinde (französisch commune rurale) als auch ein dasselbe Gebiet umfassendes Departement im westafrikanischen Staat Burkina Faso in der Region Plateau Central und der Provinz Oubritenga. Die Gemeinde hat 41.617 Einwohner.